# Enztalbahn
| |                                                          |                                                    |                                                    |
| Streckennummer (DB): | 4851                                                     |                                                    |                                                    |
| Kursbuchstrecke (DB): | 710.6 775 (bis 2001) 302k (1946) 304c (1944) 302a (1939) |                                                    |                                                    |
| Streckenlänge: | EBO: 20,037 km + BOStrab: 0,68 km                        |                                                    |                                                    |
| Spurweite: | 1435 mm (Normalspur)                                     |                                                    |                                                    |
| Streckenklasse: | D4                                                       |                                                    |                                                    |
| Stromsystem: | ab Bad Wildbad Systemgrenze: 750 Volt =                  |                                                    |                                                    |
| Stromsystem: | bis Bad Wildbad Systemgrenze: 15 kV 16,7 Hz ~            |                                                    |                                                    |
| Maximale Neigung: | 12 ‰                                                     |                                                    |                                                    |
| Minimaler Radius: | 190 m                                                    |                                                    |                                                    |
| Streckengeschwindigkeit: | 80 km/h                                                  |                                                    |                                                    |
| |                                                          |                                                    |                                                    |
| \| \| \| von Pforzheim Hbf \| \| \| \| −0,190 \| Brötzingen Mitte \| Brötzingen Mitte \| \| \| 0,000 \| Pforzheim-Brötzingen (Keilbahnhof) \| Pforzheim-Brötzingen (Keilbahnhof) \| \| \| \| nach Hochdorf (b Horb) \| \| \| \| 0,340 \| Brötzingen Sandweg (seit 2002) \| Brötzingen Sandweg (seit 2002) \| \| \| \| Königskurve \| \| \| \| 1,090 \| Brötzingen Wohnlichstraße (seit 2002) \| Brötzingen Wohnlichstraße (seit 2002) \| \| \| 2,270 \| Birkenfeld (Enz) (ehemals Birkenfeld (Württ)) \| 285 m \| \| \| 5,840 \| Engelsbrand \| Engelsbrand \| \| \| 7,450 \| Neuenbürg (Württ) Bf \| 325 m \| \| \| \| Enz \| \| \| \| 7,770 \| Schloßberg-Tunnel (135 m) \| Schloßberg-Tunnel (135 m) \| \| \| 8,080 \| Neuenbürg Süd (ehemals Neuenbürg Stadt) \| Neuenbürg Süd (ehemals Neuenbürg Stadt) \| \| \| \| Enz \| \| \| \| 9,400 \| Neuenbürg (Württ) Freibad (seit 2002) \| Neuenbürg (Württ) Freibad (seit 2002) \| \| \| 10,500 \| Rotenbach (Enz) (seit 2002) \| Rotenbach (Enz) (seit 2002) \| \| \| 11,100 \| Rotenbach (b Neuenbürg) \| Rotenbach (b Neuenbürg) \| \| \| 12,080 \| Neuenbürg Eyachbrücke (seit 2002) \| Neuenbürg Eyachbrücke (seit 2002) \| \| \| \| Eyach \| \| \| \| 13,230 \| Höfen (Enz) Nord (seit 2002) \| Höfen (Enz) Nord (seit 2002) \| \| \| 14,240 \| Höfen (Enz) \| 372 m \| \| \| 16,850 \| Calmbach \| 391 m \| \| \| 17,380 \| Calmbach Süd (seit 2002) \| Calmbach Süd (seit 2002) \| \| \| 18,740 \| Bad Wildbad Nord (seit 2002) \| Bad Wildbad Nord (seit 2002) \| \| \| 19,760 \| Bad Wildbad (bis 2002: Wildbad) \| 424 m \| \| \| 19,9450,000 \| Systemgrenze EBO / BOStrab \| Systemgrenze EBO / BOStrab \| \| \| \| Bad Wildbad Uhlandplatz/Sommerbergbahn (seit 2003) \| \| \| \| 0,680 \| Bad Wildbad Kurpark (seit 2003) \| Bad Wildbad Kurpark (seit 2003) \| |                                                          |                                                    |                                                    |
| Strecke |                                                          | von Pforzheim Hbf                                  | von Pforzheim Hbf                                  |
| Bahnhof | −0,190                                                   | Brötzingen Mitte                                   | Brötzingen Mitte                                   |
| ehemaliger Bahnhof | 0,000                                                    | Pforzheim-Brötzingen (Keilbahnhof)                 | Pforzheim-Brötzingen (Keilbahnhof)                 |
| Abzweig geradeaus und nach links |                                                          | nach Hochdorf (b Horb)                             | nach Hochdorf (b Horb)                             |
| Haltepunkt / Haltestelle | 0,340                                                    | Brötzingen Sandweg (seit 2002)                     | Brötzingen Sandweg (seit 2002)                     |
| Abzweig geradeaus und ehemals von links |                                                          | Königskurve                                        | Königskurve                                        |
| Haltepunkt / Haltestelle | 1,090                                                    | Brötzingen Wohnlichstraße (seit 2002)              | Brötzingen Wohnlichstraße (seit 2002)              |
| Haltepunkt / Haltestelle | 2,270                                                    | Birkenfeld (Enz) (ehemals Birkenfeld (Württ))      | 285 m                                              |
| ehemaliger Haltepunkt / Haltestelle | 5,840                                                    | Engelsbrand                                        | Engelsbrand                                        |
| Bahnhof | 7,450                                                    | Neuenbürg (Württ) Bf                               | 325 m                                              |
| Brücke über Wasserlauf |                                                          | Enz                                                | Enz                                                |
| Tunnel | 7,770                                                    | Schloßberg-Tunnel (135 m)                          | Schloßberg-Tunnel (135 m)                          |
| Haltepunkt / Haltestelle | 8,080                                                    | Neuenbürg Süd (ehemals Neuenbürg Stadt)            | Neuenbürg Süd (ehemals Neuenbürg Stadt)            |
| Brücke über Wasserlauf |                                                          | Enz                                                | Enz                                                |
| Haltepunkt / Haltestelle | 9,400                                                    | Neuenbürg (Württ) Freibad (seit 2002)              | Neuenbürg (Württ) Freibad (seit 2002)              |
| Haltepunkt / Haltestelle | 10,500                                                   | Rotenbach (Enz) (seit 2002)                        | Rotenbach (Enz) (seit 2002)                        |
| ehemaliger Bahnhof | 11,100                                                   | Rotenbach (b Neuenbürg)                            | Rotenbach (b Neuenbürg)                            |
| Haltepunkt / Haltestelle | 12,080                                                   | Neuenbürg Eyachbrücke (seit 2002)                  | Neuenbürg Eyachbrücke (seit 2002)                  |
| Brücke über Wasserlauf |                                                          | Eyach                                              | Eyach                                              |
| Haltepunkt / Haltestelle | 13,230                                                   | Höfen (Enz) Nord (seit 2002)                       | Höfen (Enz) Nord (seit 2002)                       |
| Haltepunkt / Haltestelle | 14,240                                                   | Höfen (Enz)                                        | 372 m                                              |
| Bahnhof | 16,850                                                   | Calmbach                                           | 391 m                                              |
| Haltepunkt / Haltestelle | 17,380                                                   | Calmbach Süd (seit 2002)                           | Calmbach Süd (seit 2002)                           |
| Haltepunkt / Haltestelle | 18,740                                                   | Bad Wildbad Nord (seit 2002)                       | Bad Wildbad Nord (seit 2002)                       |
| Bahnhof | 19,760                                                   | Bad Wildbad (bis 2002: Wildbad)                    | 424 m                                              |
| Grenze mit U-Bahn | 19,9450,000                                              | Systemgrenze EBO / BOStrab                         | Systemgrenze EBO / BOStrab                         |
| U-Bahn-Haltepunkt / Haltestelle |                                                          | Bad Wildbad Uhlandplatz/Sommerbergbahn (seit 2003) | Bad Wildbad Uhlandplatz/Sommerbergbahn (seit 2003) |
| U-Bahn-Kopfbahnhof Streckenende | 0,680                                                    | Bad Wildbad Kurpark (seit 2003)                    | Bad Wildbad Kurpark (seit 2003)                    |

Die Enztalbahn, auch kurz Enzbahn genannt, ist eine 19,76 Kilometer lange Eisenbahnstrecke im Nordschwarzwald, die größtenteils dem Fluss Enz folgt. Die durchgehend eingleisige Hauptbahn zweigt im Pforzheimer Stadtteil Brötzingen von der Nagoldtalbahn ab und führt als Stichbahn nach Bad Wildbad. Bis zum Jahr 2002 handelte es sich um eine nicht elektrifizierte Strecke mit geringer Verkehrsbedeutung. Nach Übernahme und Elektrifizierung durch die Albtal-Verkehrs-Gesellschaft (AVG) und nachfolgendem Neubau einer 0,68 Kilometer langen Straßenbahn-Anschlussstrecke in die Innenstadt von Bad Wildbad konnte das Fahrplanangebot verdichtet und die Nachfrage deutlich gesteigert werden.

## Verlauf
Vom Abzweig der Nagoldtalbahn bis zum Haltepunkt Brötzingen Wohnlichstraße verläuft die Enztalbahn auf der Gemarkung der Stadt Pforzheim, von Birkenfeld bis zur Eyachbrücke durchquert sie den Enzkreis, die restliche Strecke verläuft im Landkreis Calw. Mit Pforzheim, Birkenfeld, Neuenbürg, Höfen an der Enz und Bad Wildbad werden insgesamt fünf Gemeinden passiert.
Alle Züge von und nach Bad Wildbad beginnen und enden im Pforzheimer Hauptbahnhof. Bis zum Bahnhof Brötzingen Mitte benutzen sie die Gleise der in diesem Abschnitt zweigleisig ausgebauten Nagoldtalbahn. Zuvor waren beide Verbindungen im Stadtbereich von Pforzheim zwei parallel verlaufende eingleisige Strecken, die betrieblich voneinander unabhängig waren.
Von Brötzingen folgt die Strecke dem Tal der Enz über Birkenfeld, Neuenbürg, Höfen bis Calmbach (seit 1974 Stadtteil von Bad Wildbad) und anschließend dem Tal der Großen Enz bis nach Bad Wildbad. Bei Neuenbürg überquert die Eisenbahnstrecke zweimal die Enz und unterquert den Schlossberg in einem 135 Meter langen Tunnel.
Bis Bad Wildbad ist die Strecke mit 15 Kilovolt Wechselstrom ausgerüstet und erlaubt die Bedienung mit regulären Eisenbahnfahrzeugen. Die Verlängerung vom Bahnhof durch den Bad Wildbader Ortskern ist als Straßenbahn mit 750 Volt Gleichstrom ausgeführt. Der Endpunkt befindet sich am Eingang des Kurparks.

## Geschichte

### Planung und Bau
Die Bemühungen des Königreichs Württemberg zum Bau einer Eisenbahnstrecke nach Wildbad reichen bis in die 1850er Jahre zurück. Bereits beim Bau der Württembergischen Westbahn von Stuttgart nach Bruchsal sowie dem Bau der Anschlussstrecke von Karlsruhe über Pforzheim nach Mühlacker durch die Großherzoglich Badischen Staatseisenbahnen wurde die Möglichkeit eines Bahnbaus ins Enztal berücksichtigt. Grund für diese vergleichsweise frühen Planungen war in erster Linie die damalige Bedeutung Bad Wildbads als bevorzugtes Kurbad der württembergischen Könige. Durch den Bau der Eisenbahnstrecke sollte den adligen Herrschaften die Anreise so angenehm wie möglich gemacht und die Bedeutung Wildbads als mondäner Kurort gefördert werden.
Schwierigkeiten bereitete jedoch die Tatsache, dass damals aufgrund des technischen Entwicklungsstands der Eisenbahn die Bahn im Enztal nur über das badische Pforzheim führen konnte, so dass der Bau der Enztalbahn in einem Staatsvertrag zwischen dem Königreich Württemberg und dem Großherzogtum Baden geregelt werden musste. Württemberg sicherte sich darin das Recht, die Enz- und Nagoldtalbahnen im Bahnhof von Pforzheim an die 1863 fertiggestellte Bahnstrecke Karlsruhe–Mühlacker anschließen zu dürfen, die ihrerseits in Mühlacker Anschluss an die Westbahn nach Stuttgart hatte. So hatte die württembergische Regierung bereits am 26. April 1858 zwei Gesetzesentwürfe eingebracht, die den Bau der Bahnstrecke von Pforzheim nach Wildbad sichern sollten. Dieser wurde am 17. November desselben Jahres dann durch Gesetz beschlossen. Die Bauarbeiten wurden 1865 unter der Leitung von Carl Julius Abel begonnen. Die Königlich Württembergischen Staats-Eisenbahnen errichteten dabei in Pforzheim einen eigenen Flügelbahnhof südwestlich der Anlagen der Badischen Staatsbahnen. Bei den Bauarbeiten wurde gleichzeitig auch auf die bereits geplante Nagoldtalbahn von Pforzheim nach Calw Rücksicht genommen, indem der Bahnkörper bereits für zwei Gleise hergerichtet wurde, wobei das nördliche der Enz- und das südliche der Nagoldtalbahn dienen sollten.
Die Bauarbeiten gestalteten sich wegen der Geländeverhältnisse im Enztal äußerst schwierig, zumal man teilweise technisches Neuland betrat. Die Strecke folgte in zahlreichen engen Kurven dem Verlauf der Enz, zudem erwiesen sich in Neuenbürg steile Felsen als Herausforderung. Hier mussten außerdem zwei Brücken und ein Tunnel angelegt werden.
Entsprechend hoch waren mit 7,6 Mio. Mark die Baukosten

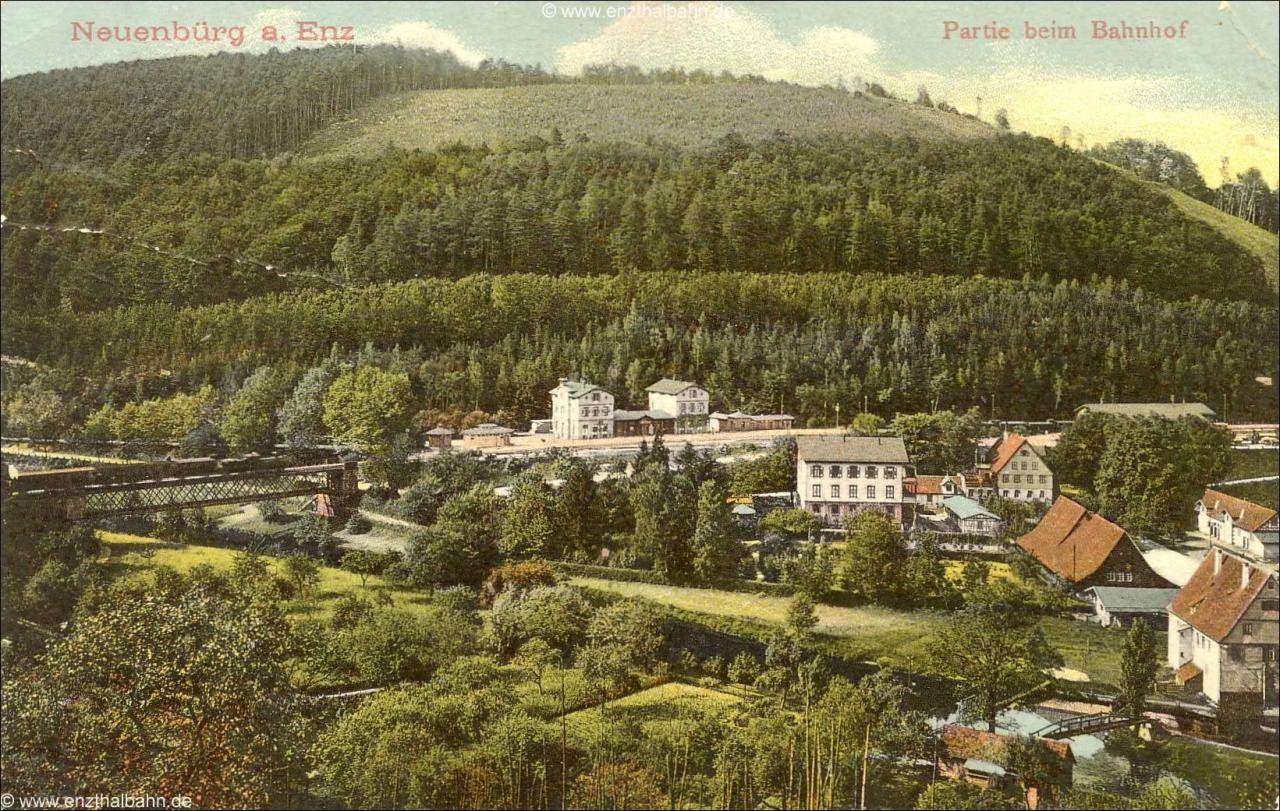
Bahnhof Neuenbürg, um 1907

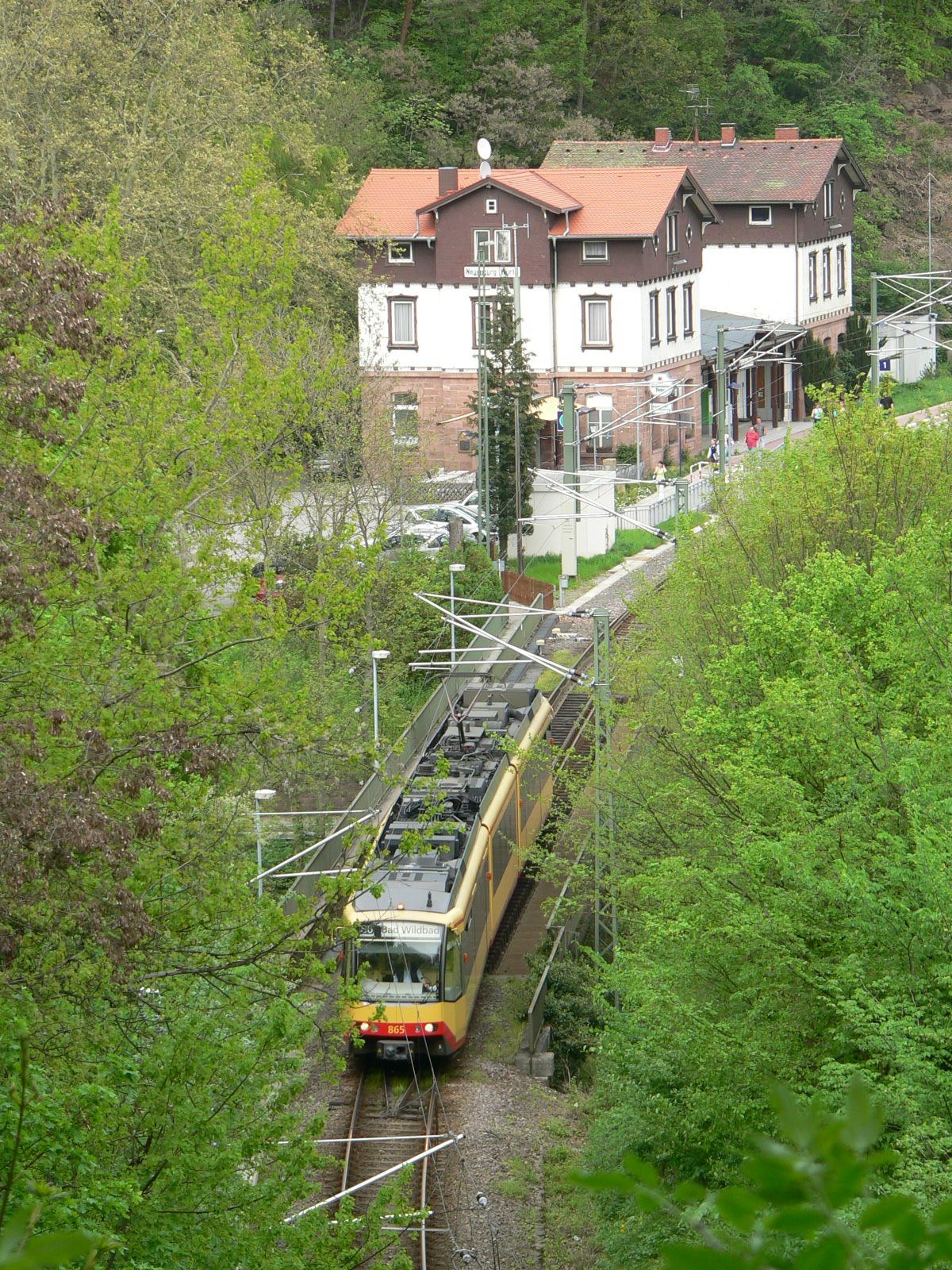
Enztalbahn in Neuenbürg

### Königlich Württembergische Staats-Eisenbahnen (1868–1919)
Am 11. Juni 1868 wurde die Enztalbahn eröffnet, nachdem bereits zwei Monate zuvor mehrere Probefahrten stattgefunden hatten. Zunächst war sie vom übrigen Streckennetz der Württembergischen Staatsbahnen isoliert: Reisende von Stuttgart nach Wildbad mussten zwischen Mühlacker und Pforzheim die Züge der Großherzoglich Badischen Staatseisenbahnen benutzen. Erst nach Eröffnung der Nagoldtalbahn 1874 ergab sich eine alternative Verbindung von Stuttgart über Weil der Stadt, Calw und Brötzingen nach Wildbad. Diese gegenüber der Fahrt über Mühlacker verkehrsmäßig und topografisch wesentlich ungünstigere Verbindung hatte aus württembergischer Sicht den Vorteil, dass ausschließlich württembergische Eisenbahnstrecken befahren werden mussten, wenngleich in und um Brötzingen für wenige Kilometer badisches Territorium berührt wurde. Zur Erleichterung dieser Fahrten wurde die Königskurve unter Umgehung des Brötzinger Bahnhofs gebaut.
In den ersten Jahrzehnten ihres Bestehens entwickelte sich der Verkehr auf der Enztalbahn sehr positiv; mehrere prominente Kurgäste, so beispielsweise 1903 die niederländische Königin Wilhelmina, reisten eigens mit der Bahn zur Kur nach Wildbad. Neben dem Personenverkehr nach Wildbad, für den zeitweise sogar Schnellzüge eingesetzt wurden, entwickelte sich der Güterverkehr zum zweiten wirtschaftlichen Standbein der Strecke. Vor allem der Transport von Holz und Holzprodukten trugen hierzu bei. Wichtigste Kunden im Güterverkehr waren jahrzehntelang das Sägewerk Krauth & Co. am ehemaligen Bahnhof Rotenbach, zeitweise größtes Sägewerk Württembergs, sowie der Holzlagerplatz im Eyachtal.
Neuenbürg, das in einer ausladenden Schleife des Enztals liegt, hatte beim Bau der Enztalbahn nur einen Bahnhof nordöstlich des Ortes erhalten, da die Eisenbahnstrecke diese Talschleife in einem Tunnel abschneidet. Zur Verbesserung der Anbindung Neuenbürgs wurde daher am 6. August 1909 der Haltepunkt Neuenbürg Stadt südöstlich des Orts eingerichtet. In der Folgezeit gab es Pläne, die Bahn zwischen Calmbach und Wildbad zweigleisig auszubauen; deren Realisierung wurde jedoch durch den Ausbruch des Ersten Weltkriegs verhindert.
Um 1899 strebte die Gemeinde Enzklösterle eine Anbindung mit einer elektrischen Schmalspurbahn an, die von Wildbad über Nonnenmiß und Enzklösterle nach Gompelscheuer hätte führen sollen. Wegen mangelndem kommunalem Kapital wurde diese letztendlich nie umgesetzt.

### Deutsche Reichsbahn (1920–1949)
Nach dem Ersten Weltkrieg übernahm die neu gegründete Deutsche Reichsbahn die Strecke, die sie der Direktion Karlsruhe unterstellte. Die Jahre der Enztalbahn unter der Deutschen Reichsbahn waren vor allem durch viele Stationsumbenennungen geprägt: 1923 wurde aus Brötzingen Pforzheim-Brötzingen, zwei Jahre später Birkenfeld b Pforzheim zu Birkenfeld (Württ). Ab 1936 hieß Rotenbach b Neuenbürg Rotenbach (b Neuenbürg). Der Haltepunkt Neuenbürg Stadt wurde 1939 in Neuenbürg Süd umbenannt. Allein drei Namensänderungen wurde der Bahnhof Neuenbürg (Enz) unterzogen: 1927 in Neuenbürg (Württ), 1932 in Neuenbürg (Württ) Hbf und 1939 wieder zurück in Neuenbürg (Württ)
In den 1930er Jahren veranstaltete die nationalsozialistische Organisation Kraft durch Freude (KdF) an Wochenenden mehrere Ausflugsfahrten nach Wildbad. Außerdem erhielt der Haltepunkt Neuenbürg Stadt eine Zulassung für die Auslieferung von Gepäck.
Aufgrund der Tatsache, dass die Enztalbahn im Gegensatz zu anderen Schwarzwaldstrecken keine Verbindungsbahn darstellte und auch keine militärische Bedeutung besaß, blieb sie während des Zweiten Weltkriegs von Kampfhandlungen weitgehend verschont. Versuche, die Brücke bei Neuenbürg zu bombardieren, verfehlten ihr Ziel und schlugen stattdessen auf dem naheliegenden Schlossberg ein.
Nach dem Zweiten Weltkrieg wurde der Betrieb auf der Enztalbahn bereits am 10. Juli 1945 wieder aufgenommen.

### Deutsche Bundesbahn und Deutsche Bahn AG (1949–2002)

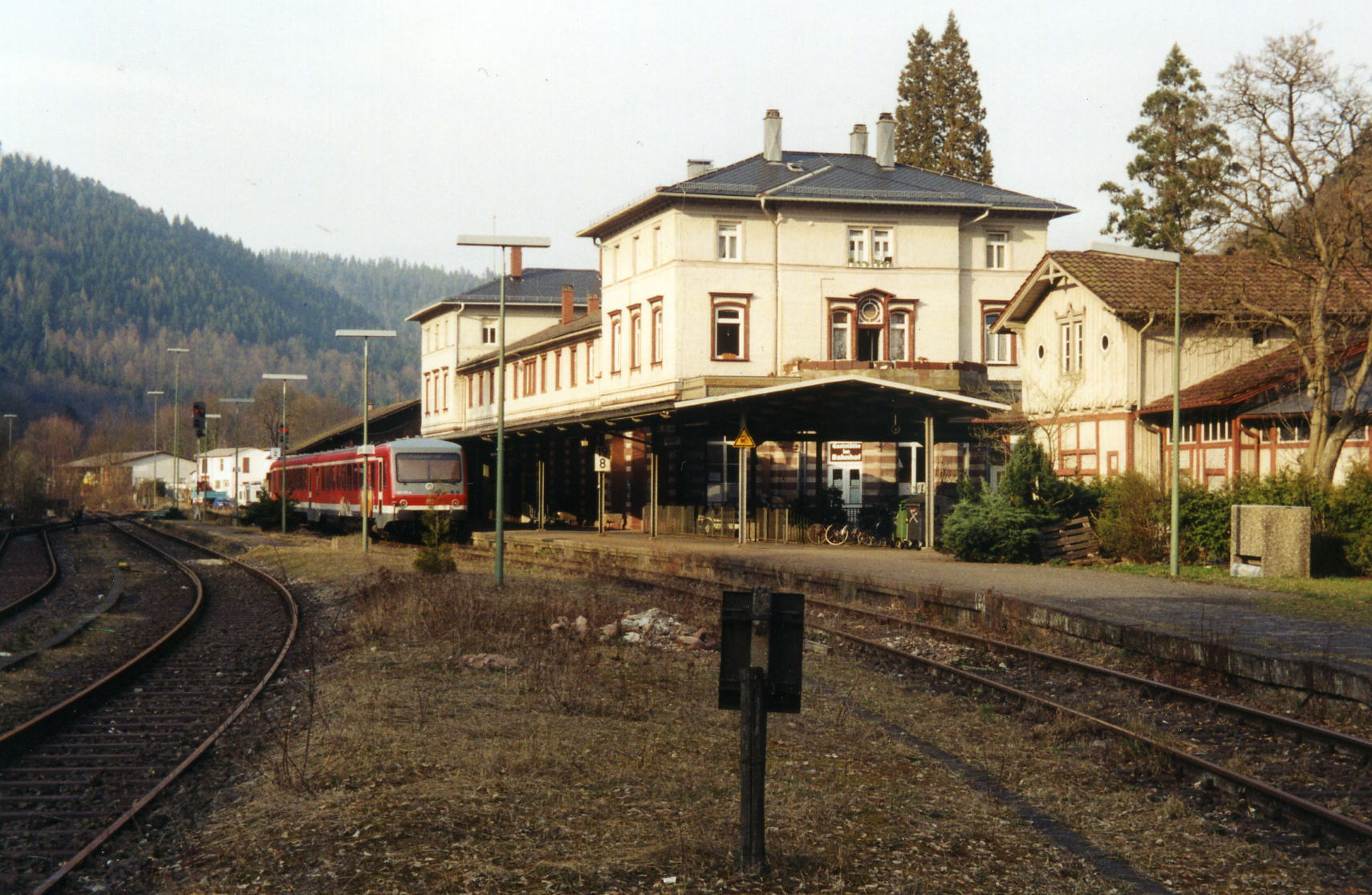
Der Bahnhof Bad Wildbad vor Beginn des Stadtbahnausbaus, Frühjahr 2002

Die Strecke verlor in der zweiten Hälfte des 20. Jahrhunderts zunehmend an Bedeutung. Gründe hierfür waren die größer werdende Konkurrenz durch den Pkw- und Lkw-Verkehr, der Rückgang des traditionellen Touristikverkehrs nach Wildbad sowie die Aufgabe wichtiger Gewerbebetriebe wie zum Beispiel des Sägewerks Krauth & Co. Bis Ende der 1960er Jahre wurden große Mengen Holz auf die Schiene verladen, danach ging das Aufkommen erheblich zurück
Zwar versuchte die Deutsche Bundesbahn durch den Einsatz von Schienenbussen und Diesellokomotiven als Ersatz für den Dampfbetrieb ab 1962 entgegenzusteuern, doch konnte sie den Bedeutungsverlust nicht aufhalten. Zur Rationalisierung wurden 1976 die Stellwerke in Neuenbürg und Bad Wildbad durch modernere Anlagen ersetzt und anschließend die Bahnhöfe von Birkenfeld, Höfen und Calmbach zu Haltepunkten herabgestuft, sodass unterwegs nur noch in Neuenbürg Zugkreuzungen möglich waren. Der Bahnhof Rotenbach wurde für den Güterverkehr bereits 1964 und 1975 schließlich auch für den Personenverkehr aufgegeben, doch wurden noch bis 1973 Güterwagen an das Sägewerk Krauth und an die Pektin-Fabrik zugestellt. Dasselbe Schicksal hatte schon 1960 den Haltepunkt Engelsbrand aufgrund dessen vom Ort weit entfernter Lage ereilt.
Der Rückgang des Bäderverkehrs nach Bad Wildbad führte zu einer Aufgabe der direkten Schnellzugverbindungen. Lediglich einzelne Kurswagenverbindungen, die seit 1950 bestanden, verblieben auf der Strecke, ehe diese – zuletzt aus Dortmund beziehungsweise Emden kommend – 1995 eingestellt wurden. Ab 1988 kamen im Schienenpersonennahverkehr Dieseltriebwagen der Baureihe 628 zum Einsatz und ersetzten die Schienenbusse. Der Verlust des Güterverkehrs sowie die geringen Fahrgastzahlen führten dazu, dass die Strecke von der Stilllegung bedroht war.

### Albtal-Verkehrs-Gesellschaft (seit 2002)
Durch eine Initiative der Albtal-Verkehrs-Gesellschaft ergaben sich neue Perspektiven für die Strecke. Nach dem Vorbild der benachbarten Albtalbahn von Karlsruhe nach Bad Herrenalb schlug sie ab März 1995 die Einführung eines Stadtbahnbetriebs vor. Zur Attraktivitätssteigerung sollte die Strecke in Bad Wildbad bis zum Kurpark verlängert werden.

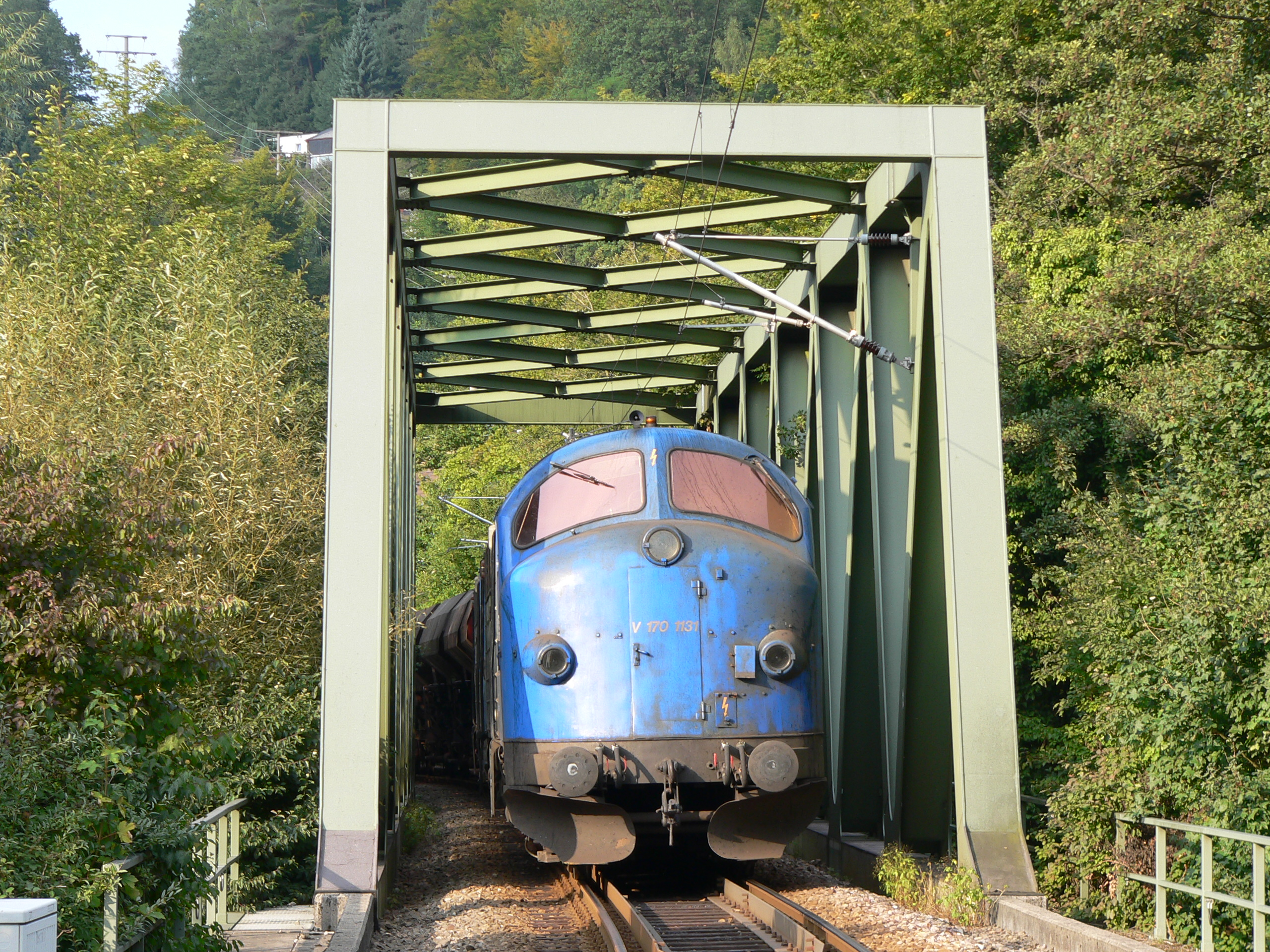
Bauzug auf der Enzbrücke südlich des Schlossbergtunnels in Neuenbürg

Mit der politischen Unterstützung des Landes Baden-Württemberg und der anliegenden Kommunen und Landkreise konnte die AVG die Strecke am 1. Januar 2000 langfristig für eine Dauer von 25 Jahren von der Deutschen Bahn AG pachten und mit dem Umbau zur Stadtbahnstrecke beginnen. Dieser umfasste die Modernisierung der Gleisanlagen, die Elektrifizierung der Strecke und den Umbau des Bahnhofs in Brötzingen; das abgelöste Empfangsgebäude steht noch bei Streckenkilometer 0. Die neuen Haltepunkte Brötzingen Sandweg, Brötzingen Wohnlichstraße, Neuenbürg Freibad, Rotenbach, Eyachbrücke, Höfen Nord, Calmbach Süd und Bad Wildbad Nord wurden eingerichtet. Im Bahnhof Calmbach wurde eine Ausweichmöglichkeit eingerichtet sowie neue Signalanlagen installiert.
Darüber hinaus wurde die Strecke in Bad Wildbad bis zum Kurpark verlängert, wobei dieser Abschnitt aufgrund der beengten Platzverhältnisse als Straßenbahnstrecke gemäß der Straßenbahn-Bau- und Betriebsordnung (BOStrab) ausgelegt und mit 750 Volt Gleichstrom elektrifiziert wurde, während die Strecke zwischen Pforzheim und Bad Wildbad Bahnhof mit dem Stromsystem der Eisenbahn (Wechselstrom 15.000 Volt, 16,7 Hz) versehen wurde. Auf dem letzten Abschnitt können daher nur Zweisystemstadtbahnwagen zum Einsatz kommen. Die Baukosten des Stadtbahnausbaus bezifferten sich auf insgesamt 59,9 Millionen DM.
Der Stadtbahnbetrieb wurde in zwei Etappen eröffnet: Am 14. Dezember 2002 wurde der Verkehr zwischen Pforzheim und Bad Wildbad Bahnhof aufgenommen, die Verlängerung bis zum Kurpark folgte am 4. Oktober 2003. Für den Stadtbahnbetrieb wurden der Fahrplan verdichtet und die Betriebszeiten ausgeweitet. Schon in den ersten Jahren erhöhten sich die Fahrgastzahlen von durchschnittlich etwa 1200 Fahrgästen pro Tag auf 2300, bis zum Sommer 2004 auf 3300 Fahrgäste pro Tag. Im Zentralort Bad Wildbad erhöhte sich die Anzahl der Einsteiger pro Tag montags bis freitags von 250 auf 800, an Samstagen von 160 auf 630, und an Sonntagen von 150 auf 830. Im ersten Halbjahr 2012 waren 97,8 % der Züge in Bad Wildbad weniger als sechs Minuten verspätet, 1,9 % in Bad Wildbad sechs bis fünfzehn Minuten zu spät, und 0,77 % der Züge auf der Strecke ausgefallen.
Seit dem 25. Mai 2014 wird die Strecke von der Zentralen Leitstelle Karlsruhe aus gesteuert.

## Verkehr

### Fahrplan

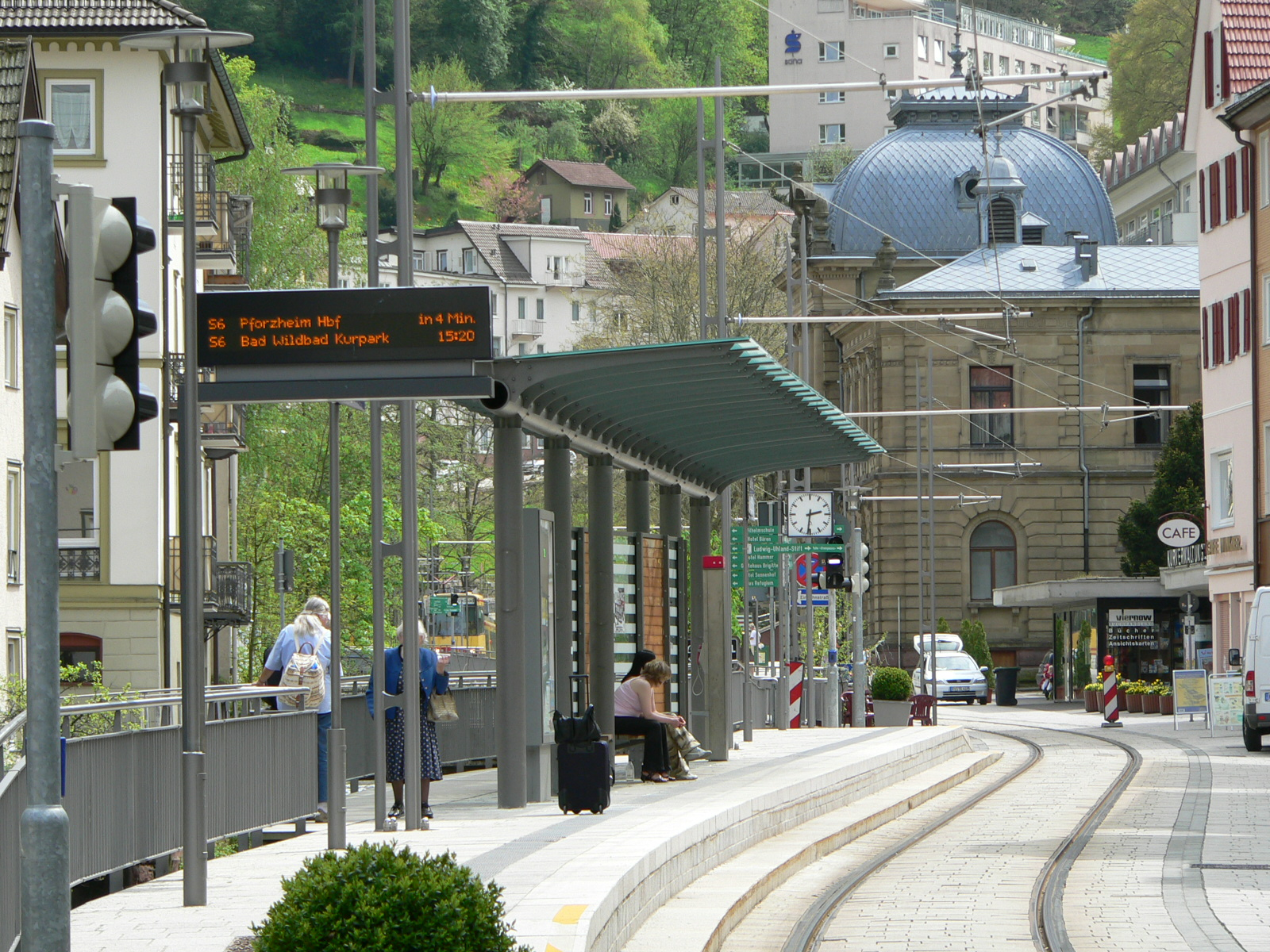
Haltestelle Uhlandplatz/Sommerbergbahn im Ortskern von Bad Wildbad

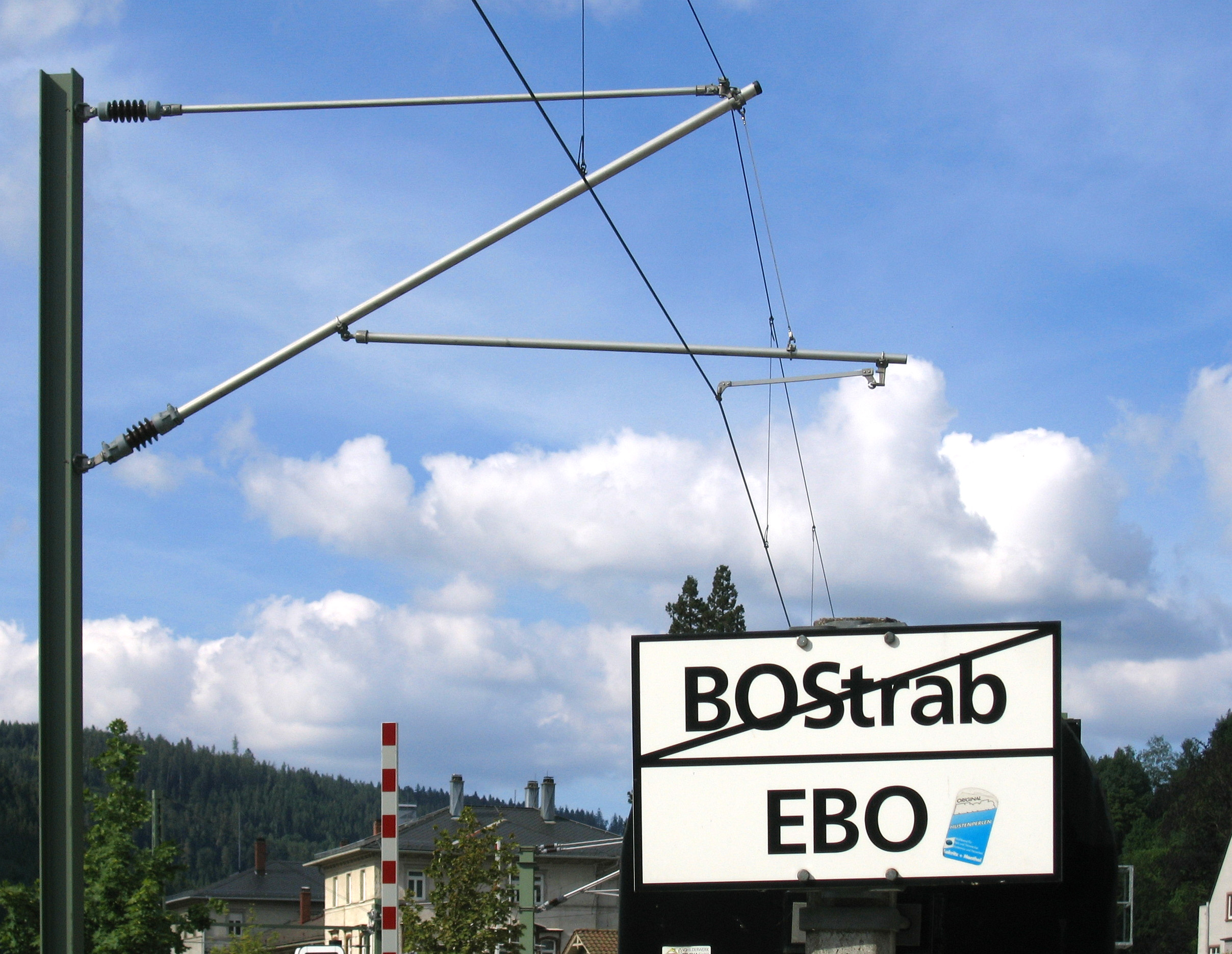
Übergang zwischen Straßenbahn- und Eisenbahnbetrieb beim Bahnhof Bad Wildbad

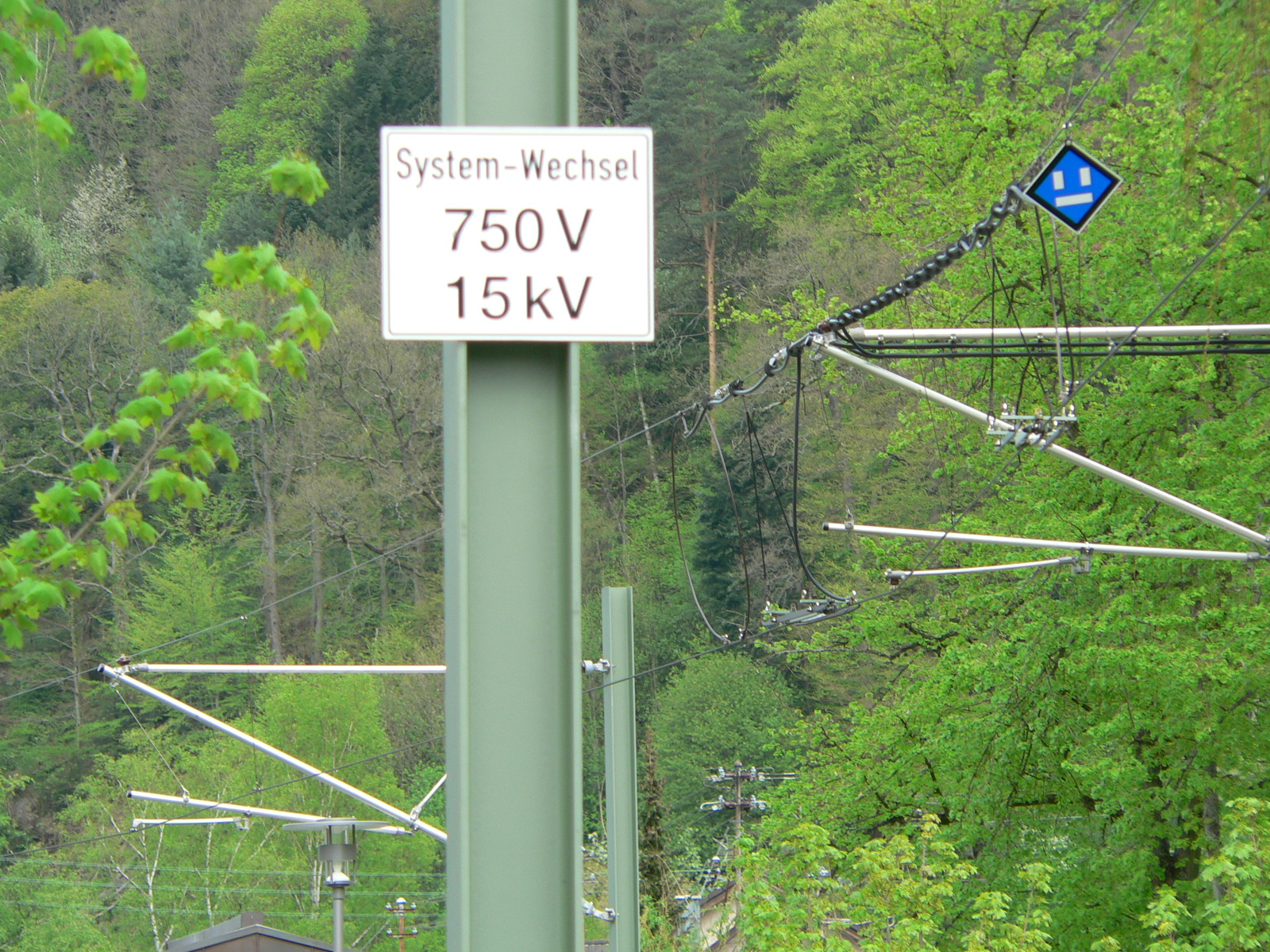
Stromsystemwechsel in Bad Wildbad

Die Enztalbahn ist als S 6 ins Karlsruher Stadtbahnnetz integriert. Der Personenverkehr wird mit Zweisystem-Stadtbahnwagen der Albtal-Verkehrs-Gesellschaft bewältigt. Er findet werktags von fünf bis ein Uhr statt, wobei jeweils mindestens ein Stundentakt besteht, der zeitweise auf einen Halbstunden- beziehungsweise 20/40-Minutentakt verdichtet wird. Die zum Stundentakt zusätzlichen Züge sind von den Landkreisen bestellt. Am Wochenende wird durchgehend ein Stundentakt angeboten, der aber erst gegen 6:00 Uhr beginnt. Viele Züge sind in Pforzheim mit der Stadtbahnlinie S 5 verknüpft und verkehren weiter über Karlsruhe nach Wörth am Rhein, wobei dann entsprechend die Liniennummer gewechselt wird. Bis zum Fahrplanwechsel im Dezember 2019 bestanden darüber hinaus auch einzelne Durchbindungen nach Bietigheim-Bissingen, auch hierbei wurde dann entsprechend die Liniennummer in Pforzheim gewechselt. Auf der Strecke werden die Verbundtarife von VPE, KVV und VGC, sowie die KONUS-Gästekarte anerkannt.
Seit 2003 fährt an einigen Sonntagen im Sommerhalbjahr der sogenannte Enztäler Freizeitexpress von Stuttgart bis zum Bad Wildbader Bahnhof und zurück. Eingesetzt wurde hierfür ein historischer Triebwagen der Baureihe ET 25. Dieser gehörte der Stuttgarter Schienenverkehrsgesellschaft (SVG) und führte einen zusätzlichen Gepäckwagen für die Fahrradmitnahme mit. Mittlerweile (Stand 2023) verkehren sonn- und feiertags vier Zugpaare mit modernen Triebwagen des Typs Bombardier Talent 3 der SWEG Bahn Stuttgart (Linie MEX 17a) zwischen Stuttgart und Bad Wildbad.
Regelmäßiger Güterverkehr findet auf der Enztalbahn nicht mehr statt.

### Fahrzeugeinsatz
Bis 1962 kamen auf der Strecke Dampflokomotiven zum Einsatz; danach wurden sie von Uerdinger Schienenbussen und Diesellokomotiven der Baureihe V 100 abgelöst. 1988 wurden die lokbespannten Züge durch Dieseltriebwagen der DB-Baureihe 628 ersetzt, die 1993 den gesamten Personenverkehr übernahmen. Seit Ende 2002 verkehren auf der Strecke die Zweisystem-Stadtbahnwagen der Typen GT8-100C/2S und GT8-100D/2S-M. Seitdem Ende 2021 der Stadtbahntunnel in Karlsruhe eingeweiht wurde, verkehren auf der Stadtbahnlinie S6 nur noch Zweisystem-Fahrzeuge der Typen GT8-100D/2S-M und ET 2010.

### Zwischenstationen
Zugkreuzungen sind in den Bahnhöfen Neuenbürg, Calmbach und Bad Wildbad möglich. Die Haltepunkte Rotenbach und Höfen an der Enz Nord verfügen über Bahnsteige, die nur 20 Meter lang sind, da das dortige Fahrgastpotential sehr gering ist.